# Женска рукометна репрезентација Северне Македоније
Женска рукометна репрезентација Северне Македоније у организацији Рукометног савеза Македоније представља Северну Македонију у рукомету на свим значајнијим светским и континенталним такмичењима.
Репрезентација Северне Македоније је до 1992. године играла је у саставу репрезентације СФРЈ.

## Резултати репрезентације Македоније на значајнијим такмичењима
- За успехе до 1992. погледајте резултате репрезентације Југославије.

### Наступи наОлимпијским играма
- Македонија до сада није наступала ни на једном женском рукометном турниру на олимпијксим играма

### Наступи наСветским првенствима
Прво учешће на Светским првенствима репрезентативке Македоније имале су у Немачкој 1997. године. У такмичењу по групама заузеле су друго место иза репрезентације Русије, али су у четвртфиналу поражене од домаћих играчица, па су у коначном разигравању за пласман заузеле 7. место.
Македонке су се пласирале и на следеће Светско првенство које је одржано у Норвешкој и Данској. У такмичењу по групама заузеле су треће место, иза Немачке и Данске, али су опет поклекнуле у четвртфиналу. Овог пута од њих су биле боље Румуније. У коначном разигравању за пласман заузеле су 8. место.
Македонке су успешно одиграле и квалификације за Светско првенство у Италији 2001. године. Овог пута су у групи укњижиле само један бод и то против Украјине, а на крају су заузеле 21. место од 24 репрезентације.
На Светском првенству у Русији 2005. такмичење су завршиле у првој фази такмичења.
| Година                  | Турнир       | Пласман   | ИГ | П  | Н | И  | ГД  | ГП  | ГР  |
| ----------------------- | ------------ | --------- | -- | -- | - | -- | --- | --- | --- |
| Немачка 1997.           | Четвртфинале | 7. место  | 9  | 5  | 1 | 3  | 205 | 240 | -35 |
| / Данска/Норвешка 1999. | Четвртфинале | 8. место  | 9  | 4  | 0 | 5  | 236 | 234 | +2  |
| Италија 2001.           | Први круг    | 21. место | 5  | 0  | 1 | 4  | 110 | 145 | -35 |
| Русија 2005.            | Први круг    | 15. место | 5  | 2  | 1 | 2  | 149 | 112 | +37 |
| Француска 2007.         | Други круг   | 12. место | 8  | 2  | 1 | 5  | 208 | 220 | -12 |
| Укупно                  | 5            | 7. место  | 36 | 13 | 4 | 19 | 908 | 951 | -43 |

### Наступи наЕвропским првенствима
| Европско првенство                             | Пласман               | Пласман               | ИГ                    | П                     | Н                     | И                     | ГД                    | ГП                    | ГР                    |
| ---------------------------------------------- | --------------------- | --------------------- | --------------------- | --------------------- | --------------------- | --------------------- | --------------------- | --------------------- | --------------------- |
| Немачка 1994                                   | није учествовала      | -                     | -                     | -                     | -                     | -                     | -                     | -                     | -                     |
| Данска 1996                                    | није учествовала      | -                     | -                     | -                     | -                     | -                     | -                     | -                     | -                     |
| Холандија 1998.                                | 7/8 место             | 8                     | 6                     | 2                     | 0                     | 4                     | 137                   | 163                   | -26                   |
| Румунија 2000                                  | 7/8 место             | 8                     | 6                     | 1                     | 2                     | 3                     | 151                   | 162                   | -11                   |
| Данска 2002                                    | није учествовала      | -                     | -                     | -                     | -                     | -                     | -                     | -                     | -                     |
| Мађарска 2004                                  | није учествовала      | -                     | -                     | -                     | -                     | -                     | -                     | -                     | -                     |
| Шведска 2006                                   | ПФ група              | 12                    | 6                     | 1                     | 0                     | 5                     | 148                   | 167                   | -19                   |
| Македонија 2008                                | ПФ група              | 7                     | 6                     | 3                     | 0                     | 3                     | 160                   | 176                   | -16                   |
| / Данска/Холандија 2010                        | није се пласирала     | -                     | -                     | -                     | -                     | -                     | -                     | -                     | -                     |
| Србија 2012.                                   | Први круг             | 16. место             | 3                     | 0                     | 0                     | 3                     | 61                    | 92                    | -31                   |
| / Мађарска/Хрватска 2014.                      | Није се квалификовала | Није се квалификовала | Није се квалификовала | Није се квалификовала | Није се квалификовала | Није се квалификовала | Није се квалификовала | Није се квалификовала | Није се квалификовала |
| Шведска 2016.                                  | Није се квалификовала | Није се квалификовала | Није се квалификовала | Није се квалификовала | Није се квалификовала | Није се квалификовала | Није се квалификовала | Није се квалификовала | Није се квалификовала |
| Француска 2018.                                | Није се квалификовала | Није се квалификовала | Није се квалификовала | Није се квалификовала | Није се квалификовала | Није се квалификовала | Није се квалификовала | Није се квалификовала | Није се квалификовала |
| / Данска/Норвешка 2020.                        | Није се квалификовала | Није се квалификовала | Није се квалификовала | Није се квалификовала | Није се квалификовала | Није се квалификовала | Није се квалификовала | Није се квалификовала | Није се квалификовала |
| / Словенија/Црна Гора/Северна Македонија 2022. | Први круг             | 16. место             | 3                     | 0                     | 0                     | 3                     | 52                    | 85                    | -33                   |
| Укупно                                         | 6/15                  | 7. место              | 30                    | 7                     | 2                     | 21                    | 709                   | 845                   | -136                  |

## Састав репрезентације Македоније
(стање 15. децембар 2008)
| Бр. | Име                   | Поз. | Висина | Теж | Датум             | Клуб        | Играла | Гол. |
| --- | --------------------- | ---- | ------ | --- | ----------------- | ----------- | ------ | ---- |
|     |                       |      |        |     |                   |             |        |      |
| 2.  | Тања Андрејева        | Г    | 175    | 70  | 17. јун 1978      | Кикинда     | 68     | 0    |
| 5.  | Дијана Наумовска      | Г    | 171    | 73  | 5. јануар 1985    | Арион       | 5      | 0    |
| 4.  | Веселинка Треновска   | Г    | 172    | 75  | 9. јул 1985       | Кометал     | 15     | 0    |
| 6.  | Драгана Пецевска      | ЛК   | 170    | 60  | 11. април 1983    | Кометал     | 36     | 52   |
| 22. | Тања Салевска         | ЛК   | 176    | 63  | 24. мај 1984      | Кабран      | 0      | 0    |
| 11. | Валентина Радуловић   | ЛК   | 170    | 62  | 10. март 1975     | Кабран      | 192    | 554  |
|     | Александра Славковска | ДК   | 173    | 63  | 29. март 1986     | Кале        | 10     | 7    |
| 8   | Наталија Тодоровска   | ДК   | 173    | 66  | 7. јули 1974      | Подравка    | 30     | 168  |
| 12  | Мирјета Бајрамовска   | ЛБ   | 179    | 71  | 22. новембар 1984 | Кометал     | 27     | 39   |
| 14. | Јулија Потрјанко      | ЛБ   | 176    | 73  | 20. април 1983    | Кометал     | 28     | 97   |
| 13. | Наташа Коцевска       | ЛБ   | 179    | 67  | 7. април 1984     | Леверкузен  | 20     | 21   |
| 16. | Драгица Кресоја       | СБ   | 175    | 64  | 13. август 1986   | Кометал     | 4      | 12   |
| 17. | Олга Бујанова         | СБ   | 180    | 76  | 21. август 1976   | Динамо      | 25     | 80   |
| 15. | Биљана Црвенкоска     | СБ   | 169    | 60  | 6. септембар 1983 | Ускудар     | 46     | 42   |
| 18. | Елена Ђорђијевска     | ДБ   | 177    | 78  | 27. март 1990     | Кометал     | 23     | 16   |
| 19. | Данијела Новеска      | ДБ   | 175    | 75  | 14. август 1983   | Туринер     | 21     | 19   |
| 25. | Ленче Илкова          | П    | 183    | 81  | 4. октобар 1984   | Кометал     | 8      | 2    |
| 24. | Робертина Мачевска    | П    | 171    | 77  | 16. новембар 1984 | Мили Пјанго | 25     | 15   |
| 23. | Наташа Младеновска    | П    | 173    | 63  | 12. фебруар 1986  | Кометал     | 12     | 13   |

Селектор: Владимир Глигоров 45 утакмица
Дресови:
1. црвени дрес и црвени шорц, плави голман
2. Жути дрес и жути шорц, сиви голман
3. Бели дрес и бели шорц, зелени голман